# 나가야마역 (홋카이도)
나가야마역(일본어: 永山駅)은 일본 홋카이도 아사히카와시에 있는 홋카이도 여객철도 소야 본선의 역이다. 역 번호는 W31이며, 상대식 승강장 2면 2선을 가지는 지상역이다.

## 역 주변
- 국도 제39호선
- 가미카와 종합 진흥국
- 아사히카와 시청 나가야마 지소
- 아사히카와 신용금고 나가야마 지점
- 호쿠요 은행 나가야마키타 지점
- 홋카이도 은행 나가야마 지점
- 아사히카와 농업협동조합(JA 아사히카와)나가야마 기간지소
- 아사히카와 대학
- 아사히카와 대학 단기 대학

## 이용 현황
| 연도     | 하루 평균 승차 인원 |
| 2008년도 | 413                 |
| -------- | ------------------- |

## 인접 정차역
| 홋카이도 여객철도 소야 본선        | 홋카이도 여객철도 소야 본선 | 홋카이도 여객철도 소야 본선    |
| ---------------------------------- | --------------------------- | ------------------------------ |
| A29 아사히카와요조 아사히카와 방면 | ■ 소야 본선 쾌속 '나요로'   | 핏푸 W34 왓카나이 방면         |
| A30 신아사히카와 아사히카와 방면   | ■ 소야 본선 보통            | 기타나가야마 A32 왓카나이 방면 |